# Eldorado do Sul
Eldorado do Sul este un oraș în Rio Grande do Sul (RS), Brazilia.
Populația sa este de aproximativ 35.000.